# Gornje Kordince
Gornje Kordince (en serbe cyrillique : Горње Кординце) est un village de Serbie situé dans la municipalité de Prokuplje, district de Toplica. Au recensement de 2011, il comptait 167 habitants.

## Démographie
| 1948 | 1953 | 1961 | 1971 | 1981 | 1991 | 2002 | 2011 |
| ---- | ---- | ---- | ---- | ---- | ---- | ---- | ---- |
| 417  | 457  | 459  | 412  | 351  | 290  | 224  | 167  |

|  |